# Castro de Sabroso
Koordinaten: 41° 30′ 43,3″ N, 8° 20′ 29,6″ W
Das Castro de Sabroso (auch Citânia de Sabroso) liegt auf dem Monte do Couto de Sabroso in der Ortschaft São Lourenço de Sande unweit von Guimarães in Portugal. Aus der Ortslage Sabroso führt die Straße R. Castro de Sabroso nach Norden auf den Berg und weiter zum Nachbarort Bairros.
Keltische Stämme siedelten sich seit etwa 700 v. Chr. auf der Iberischen Halbinsel an und verschmolzen mit den Iberern zu den Keltiberern. Etwa 30 Stämme der Lusitanier siedelten in Südportugal und errichteten Castros und Citânias, die teilweise noch in römischer Zeit (ab 200 v. Chr.) bewohnt wurden. Der Name Castrokultur für diese Epoche ist inzwischen jedoch umstritten.

Castro de Sabroso
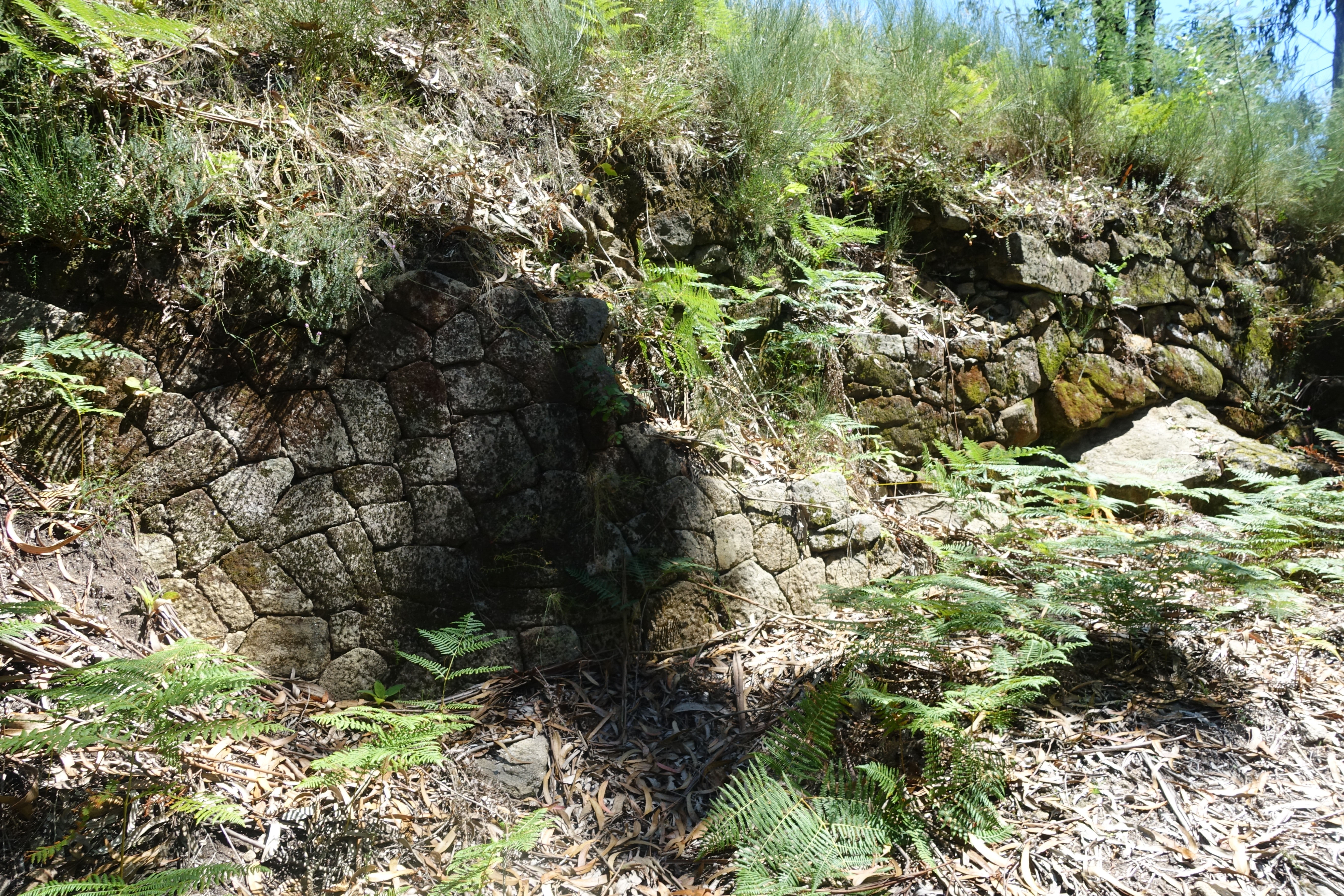
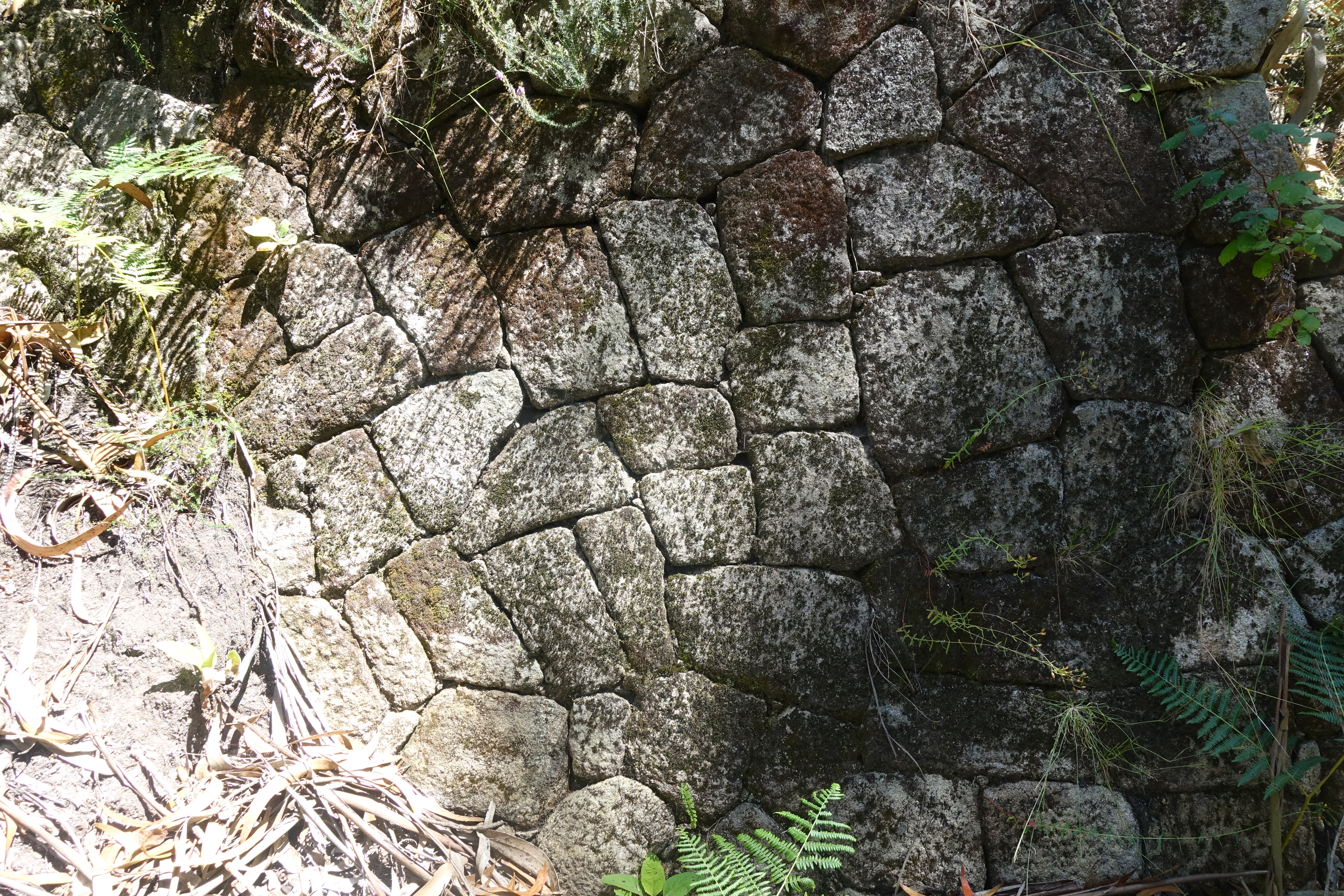
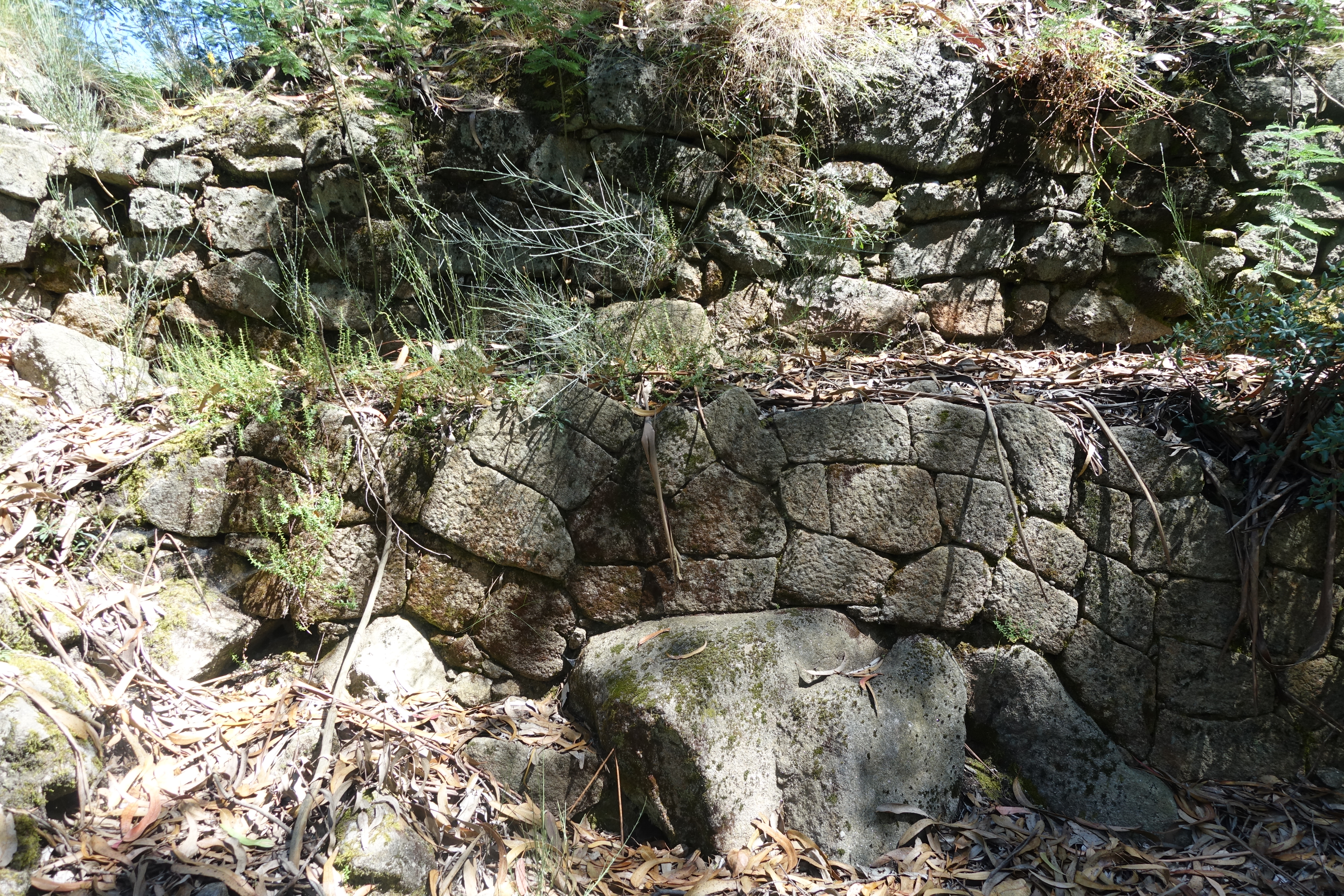
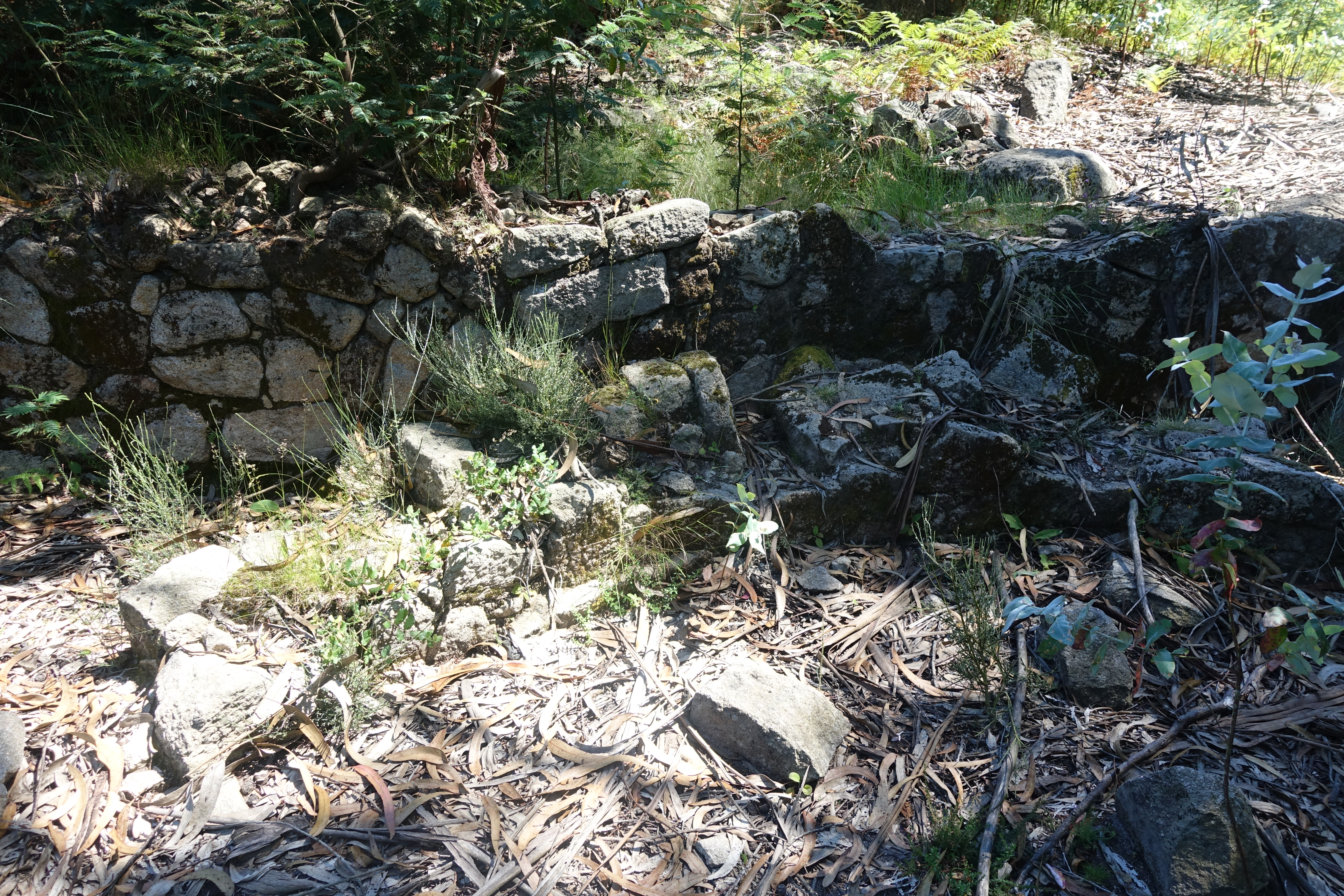

Das Castro de Sabroso wurde zwischen 800 und 300 v. Chr. errichtet, liegt auf einem 278 Meter hohen Hügel und ist von dichtem Baumbestand umgeben; seine Innenfläche weist Ginster- und Mimosenbewuchs auf.
Zwei der Mauerringe stehen noch bis zu einer Höhe von vier Metern an. Partiell ist noch eine vorgesetzte Mauerschale sichtbar. Für Martins Sarmento (1833–1899), den Entdecker der Castros in Nordportugal, war Sabroso das Beispiel einer von römischen Einflüssen vollkommen freien Anlage, im Gegensatz zu der benachbarten und größeren Citânia de Briteiros, wo er eine starke Romanisierung erkannte. Rudolf Virchow verglich den Autodidakten Martins Sarmento sogar mit Heinrich Schliemann. Der apodiktische Gegensatz, den Martins Sarmento begründete, besteht heute nicht mehr, aber römerzeitliche Funde sind hier sehr viel seltener als in Briteiros.

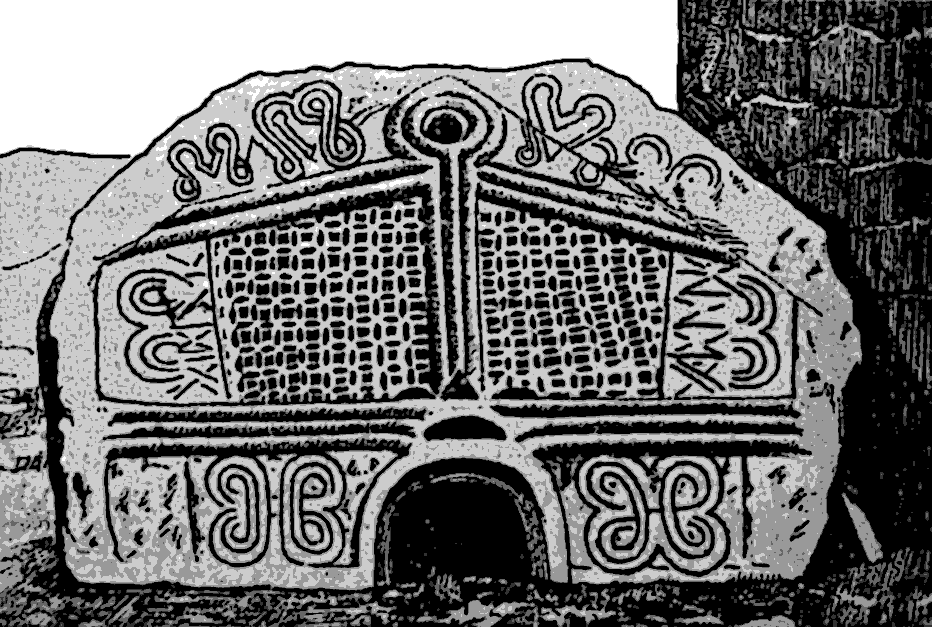
Pedra Formosa von Sabroso

Es sind noch Teile einer Pedra Formosa und Fundamente von Rundhütten erhalten mit einem Steinblock im Zentrum, von dem angenommen wird, dass er Teil der Dachabstützung war. 
In der Nähe des trigonometrischen Punktes auf den höchsten Felsen finden sich eingepickte Schälchen und konzentrische Kreise (Cup-and-Ring-Markierung).
Zu den Funden und der Innenbebauung besichtigt man die im Museu da Sociedade de Martins Sarmento im Kloster St. Dominic in Guimarães ausgestellten verzierten Bauteile und ein dort wieder aufgestelltes Rundhaus mit Reliefverzierungen. Letzteres dürfte der jüngsten Phase von Sabroso entsprechen und könnte bereits römerzeitlich sein. Unter den Kleinfunden ist die verzierte glimmerhaltige Keramik zu beachten, unter den Fibeln der Typ Sabroso, der ab dem 5. Jahrhundert v. Chr. datiert wird.